# Puntos de Brocard

El punto de Brocard de un triángulo, construido en el punto de intersección de tres círculos.

En geometría, los puntos de Brocard son puntos especiales dentro de un triángulo. Toman su nombre por Henri Brocard (1845 – 1922), un matemático francés.

## Definición
En un triángulo ABC con lados a, b, y c, donde los vértices se llaman A, B, y C en orden contrario a las manecillas del reloj, hay exactamente un solo punto P tal que los segmentos de línea AP, BP, y CP forman el mismo ángulo ω, con los respectivos lados c, a, y b, es decir que

{\displaystyle \angle PAB=\angle PBC=\angle PCA=\omega .\,}

El punto P se llama el primer punto de Brocard o punto de Brocard positivo del triángulo ABC, y el ángulo ω se llama el ángulo Brocard del triángulo. Este ángulo cumple la propiedad

{\displaystyle \cot \omega =\cot \alpha +\cot \beta +\cot \gamma ,\,}

donde {\displaystyle \alpha ,\,\beta ,\,\gamma } son los ángulos de los vértices {\displaystyle \angle CAB,\,\angle ABC,\,\angle BCA} respectivamente.
También hay un segundo punto de Brocard o punto de Brocard negativo, Q en el triángulo ABC, tal que los segmentos de línea AQ, BQ, y CQ forman ángulos iguales con los lados b, c y a respectivamente. En otras palabras, las ecuaciones {\displaystyle \angle QCB=\angle QBA=\angle QAC} sí son válidas. Es notable que este segundo punto de Brocard tiene el mismo ángulo de Brocard que el primer punto de Brocard. En otras palabras, el ángulo {\displaystyle \angle PBC=\angle PCA=\angle PAB} es el mismo que {\displaystyle \angle QCB=\angle QBA=\angle QAC.}
Los dos puntos de Brocard están muy relacionados entre sí; de hecho, la diferencia entre el primero y el segundo depende del orden en que los ángulos del triángulo ABC se toman. Entonces, por ejemplo, el primer punto Brocard del triángulo ABC es el mismo que el segundo punto de Brocard del triángulo ACB
Los dos puntos Brocard de un triángulo ABC son cada uno conjugados isogonales del otro.

## Construcción
La construcción más elegante de los puntos de Brocard es el siguiente. En el ejemplo siguiente se presenta el primer punto de Brocard, pero la construcción del segundo punto es muy similar.
Como se muestra en el diagrama, se forma un círculo a través de los puntos A y B, tangente a la línea BC del triángulo (el centro de este círculo es el punto donde el bisector perpendicular de AB toca la línea que pasa por el punto B y que es perpendicular a BC). Simétricamente, se forma un círculo a través de los puntos B y C, tangente a la línea AC, y un círculo a través de los puntos A y C, tangente a la línea AB. Estos tres círculos tienen un punto en común, el primer punto de Brocard del triángulo ABC. Véase también Líneas tangentes a círculos
Los tres círculos construidos también son epiciclos del triángulo ABC. El segundo punto de Brocard se construye de forma similar.

## Trilineales y baricéntricas de los primeros dos puntos de Brocard
Las coordenadas trilineales homogéneas para el primer y segundo puntos de Brocard son {\displaystyle c/b:a/c:b/a} y {\displaystyle b/c:c/a:a/b} respectivamente. Por tanto, sus coordenadas baricéntricas son respectivamente {\displaystyle c^{2}a^{2}:a^{2}b^{2}:b^{2}c^{2}} y {\displaystyle a^{2}b^{2}:b^{2}c^{2}:c^{2}a^{2}.}

## El segmento entre los primeros dos puntos de Brocard
Los puntos de Brocard son un ejemplo de un par bicéntrico de puntos, pero no son centros de un triángulo porque ningún punto de Brocard es invariante bajo transformaciones de similitud: reflejar un triángulo escaleno, un caso especial de similitud, transforma un punto de Brocard en el otro. Sin embargo, el par no ordenado formado por ambos puntos es invariante bajo similitudes. El punto medio de los dos puntos de Brocard, llamado el punto medio de Brocard tiene las coordenadas trilineales:

{\displaystyle \sin(A+\omega ):\sin(B+\omega ):\sin(C+\omega )=a(b^{2}+c^{2}):b(c^{2}+a^{2}):c(a^{2}+b^{2}),}

y es un centro del triángulo. El tercer punto de Brocard, en coordenadas trilineales como

{\displaystyle \csc(A-\omega ):\csc(B-\omega ):\csc(C-\omega )=a^{-3}:b^{-3}:c^{-3},}

es el punto medio de Brocard del triángulo anticomplementario y también es el conjugado isotómico del punto simediano.
La distancia entre los primeros dos puntos de Brocard P y Q siempre es menor que o igual a la mitad del radio R del círculo circunscrito:

{\displaystyle PQ=2R\sin \omega {\sqrt {1-4\sin ^{2}\omega }}\leq {\frac {R}{2}}.}

El segmento entre los primeros dos puntos de Brocard está perpendicularmente biseccionado en el punto medio de Brocard por la línea que conecta el circuncentro del triángulo y su Punto de Lemoine. Más aún, el circuncentro, el punto de Lemoine y los primeros dos puntos de Brocard son cocíclicos: todos están en el mismo círculo, del que el segmento que conecta al circuncentro y el punto de Lemoine es un diámetro.

## Distancia desde el circuncentro
Los puntos de Brocard P y Q son equidistantes del circuncentro del triángulo O:

{\displaystyle PO=QO=R{\sqrt {{\frac {a^{4}+b^{4}+c^{4}}{a^{2}b^{2}+b^{2}c^{2}+c^{2}a^{2}}}-1}}=R{\sqrt {1-4\sin ^{2}\omega }}.}

## Semejanzas y congruencias
Los triángulos peda del primer y segundo puntos de Brocard son congruentes entre sí y semejantes al triángulo original.
Si las líneas AP, BP, y CP, cada una a través de uno de los vértices del triángulo y su primer punto de Brocard, intersectan el circuncentro del triángulo en los puntos L, M, y N, entonces el triángulo LMN es congruente con el triángulo original ABC. Lo mismo es verdadero si el primer punto de Brocard P es reemplazado por el segundo punto de Brocard Q.